# 두문동선생실기 목판
두문동선생실기 목판(杜門洞先生實記 木板)은 대한민국 경상남도 창녕군에 있는, 정절공 성사제 선생의 행장과 개성의 표절사에 관한 내용이 기재된 목판이다.
1990년 1월 16일 경상남도의 유형문화재 제266-2호 두문동선생 문집책판으로 지정되었다가, 2018년 12월 20일 현재의 명칭으로 변경되었다.

## 개요
정절공 성사제 선생의 행장과 개성의 표절사에 관한 내용이 기재되어 있다.

## 참고 문헌
- 두문동선생실기 목판 - 국가유산청 국가유산포털